# Юлл, Джонни
Джонни Юлл (англ. Jonny Yull; род. 5 марта 2005, Англия) — австралийский футболист, полузащитник клуба «Аделаида Юнайтед». 

## Клубная карьера
Юлл — воспитанник клубов «Уэст-Торренс Биркалла» и «Аделаида Юнайтед». 20 января 2021 года в матче против «Перт Глори» он дебютировал в А-Лиге в составе последнего.

## Международная карьера
В 2023 году в составе молодёжной сборной Австралии Юлл принял участие в молодёжном Кубке Азии в Узбекистане. На турнире он сыграл в матче против команды Катара.

## Достижения
Международные
 Австралия (до 20)
- Победитель молодёжного Кубка Азии — 2025